# Baños de Popea
Los Baños de Popea son un tramo natural de pequeñas cascadas y saltos de agua alternados con pequeños remansos que sigue el curso del arroyo Molino, cercano a la desembocadura del río Guadiato. Esta zona fue recorrida por Cristóbal Colón.
Se encuentra a menos de dos kilómetros de Santa María de Trassierra, aldea en el municipio de Córdoba. 

## Etimología
Su denominación proviene del lugar que solían visitar los poetas cordobeses del Grupo Cántico, ya que durante el franquismo era un lugar seguro, lejos de las miradas sobre este grupo intelectual, además de la homosexualidad de alguno de ellos. Un día paseaban tres de los componentes del grupo, Pablo García Baena, Juan Bernier y Ricardo Molina, cuando vieron a unas chicas bañándose en el arroyo y este último exclamó: «Mirad, como Popea en el baño», haciendo referencia a la emperatriz romana Popea Sabina, personaje relevante en aquella época por la película El signo de la cruz (1932), en la que la actriz Claudette Colbert aparecía bañándose en leche de burra tal y como hacía la emperatriz. Las chicas comentaron este hecho a los vecinos del pueblo de Trassierra y desde entonces la historia se expandió y comenzó a conocerse como los Baños de Popea.

## Descripción
El relieve es suave, pero tiene algunos desniveles y su geología está formada por pizarra y esquisto.
En el camino se pueden encontrar restos de molinos antiguos, la mayoría de época árabe, siendo el más importante el Molino del Molinillo. Estos molinos medievales permitían fabricar harina en grandes cantidades para la Córdoba califal del siglo X, que se estima con una población de 500 000 habitantes, de las más importantes de la época en Europa y podían encontrarse a lo largo de todo el Guadalquivir. También se pueden encontrar acueductos y restos de una calzada romana.
En 2016 estaba entre las diez mejores rutas de España según el buscador de referencia mundial Skyscanner.

## Fauna
En los alrededores de los Baños de Popea se puede hallar aves como la curruca, el ruiseñor, el búho chico, el mirlo y la lechuza común, entre otros. Además, mamíferos como el ciervo, el jabalí, la liebre, el conejo, la nutria, el tejón, la comadreja, el zorro, el lirón, el ratón de campo, el erizo común, la rata de agua y el murciélago. También encontramos anfibios, entre ellos podemos nombrar,  la ranita meridional, la salamandra común, el sapo partero, el sapo ibérico, el sapo común y el tritón jaspeado. Por último, en cuanto a los reptiles destacan el galápago leproso, el lagarto ocelado, la culebra bastarda, la culebra de agua, el gallipato, el eslizón ibérico y la lagartija. 